# Evgueni Lanceray

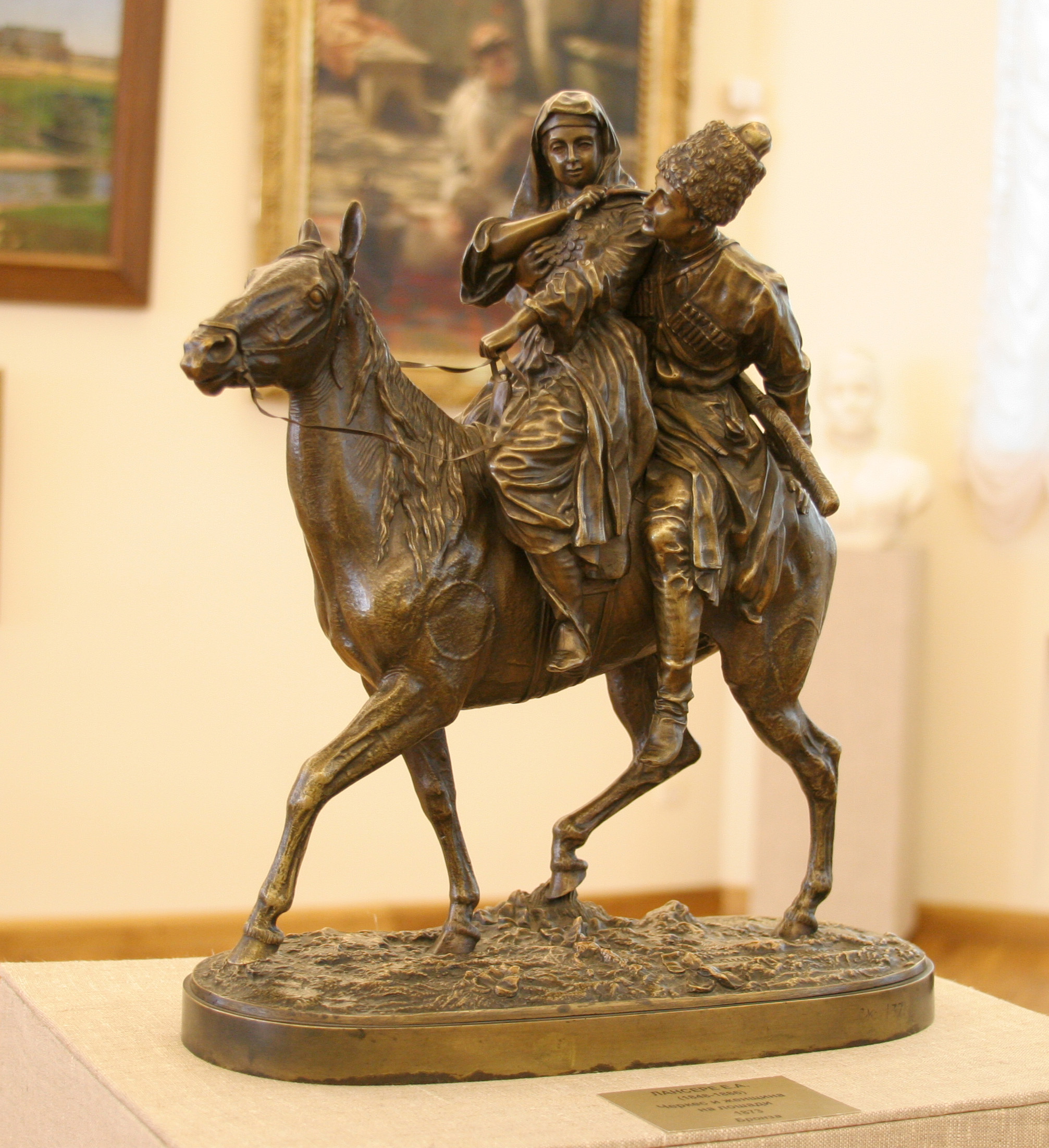
Sculpture représentant deux Circassiens à cheval, exposée au Musée d'art Radichtchev.

Evgueni (ou Eugène) Lanceray (en russe : Евгений Александрович Лансере, Evgueni Aleksandrovitch Lansere), né le 12 août 1848 (24 août dans le calendrier grégorien) à Morchansk, dans le gouvernement de Tambov (aujourd'hui dans l'oblast de Tambov), et mort le 23 mars 1886 (4 avril dans le calendrier grégorien) à Kharkov, est un sculpteur animalier russe.

## Biographie
Lanceray est issu d'une famille française installée en Russie. Son grand-père Paul Lanceray, major de l'armée de Napoléon Ier, est resté en Russie, où il a été naturalisé.
Lanceray tout jeune est passionné par la représentation des chevaux. Il étudie au lycée d’enseignement général no 2 de Saint-Pétersbourg avec le sculpteur animalier Nikolaï Lieberich spécialisé dans la représentation de chevaux et de cavaliers.  
C'est un des sculpteurs majeurs de Russie, dont l’œuvre est centrée sur les chevaux et leur relation avec l'homme. Pendant sa courte période créatrice, il a sculpté plus de 400 statuettes équestres. Toujours à la recherche de nouveaux motifs, il visite chaque année l'Europe et la Russie asiatique, et en 1883, l'Algérie.
Lanceray épouse Ekaterina Benois sœur d'Alexandre Benois. Leur fils est baptisé Eugène comme son père.
Ses œuvres sont exposées à la Galerie Tretiakov de Moscou, au Musée russe de Saint-Pétersbourg, entre autres lieux. Il exposa deux fois à Paris et ses modèles ont été édités par la fonderie d'Art Susse. Il meurt prématurément à 38 ans.

## Œuvres

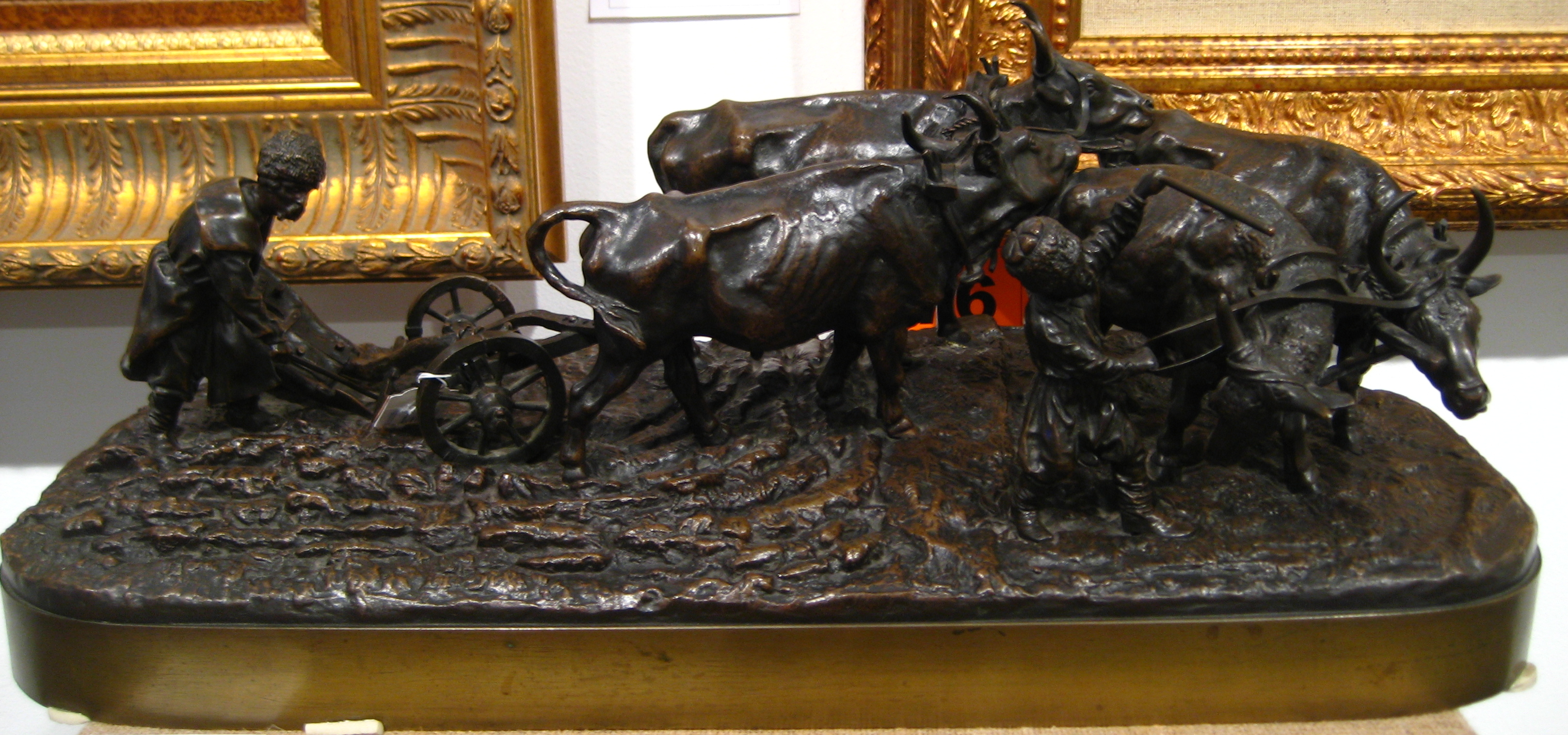
Laboureur Petit Russe.
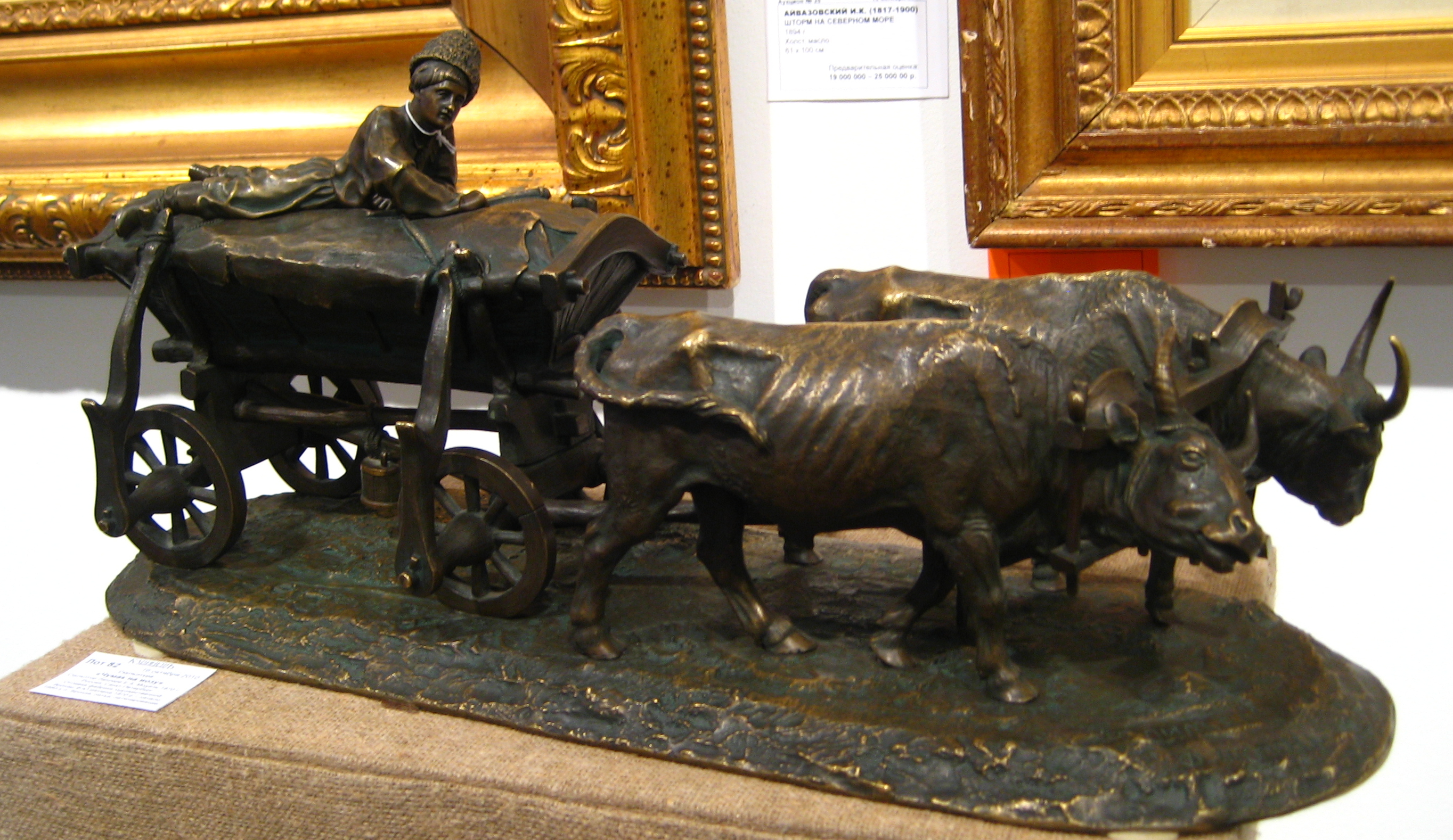
Tchoumak sur un chariot.
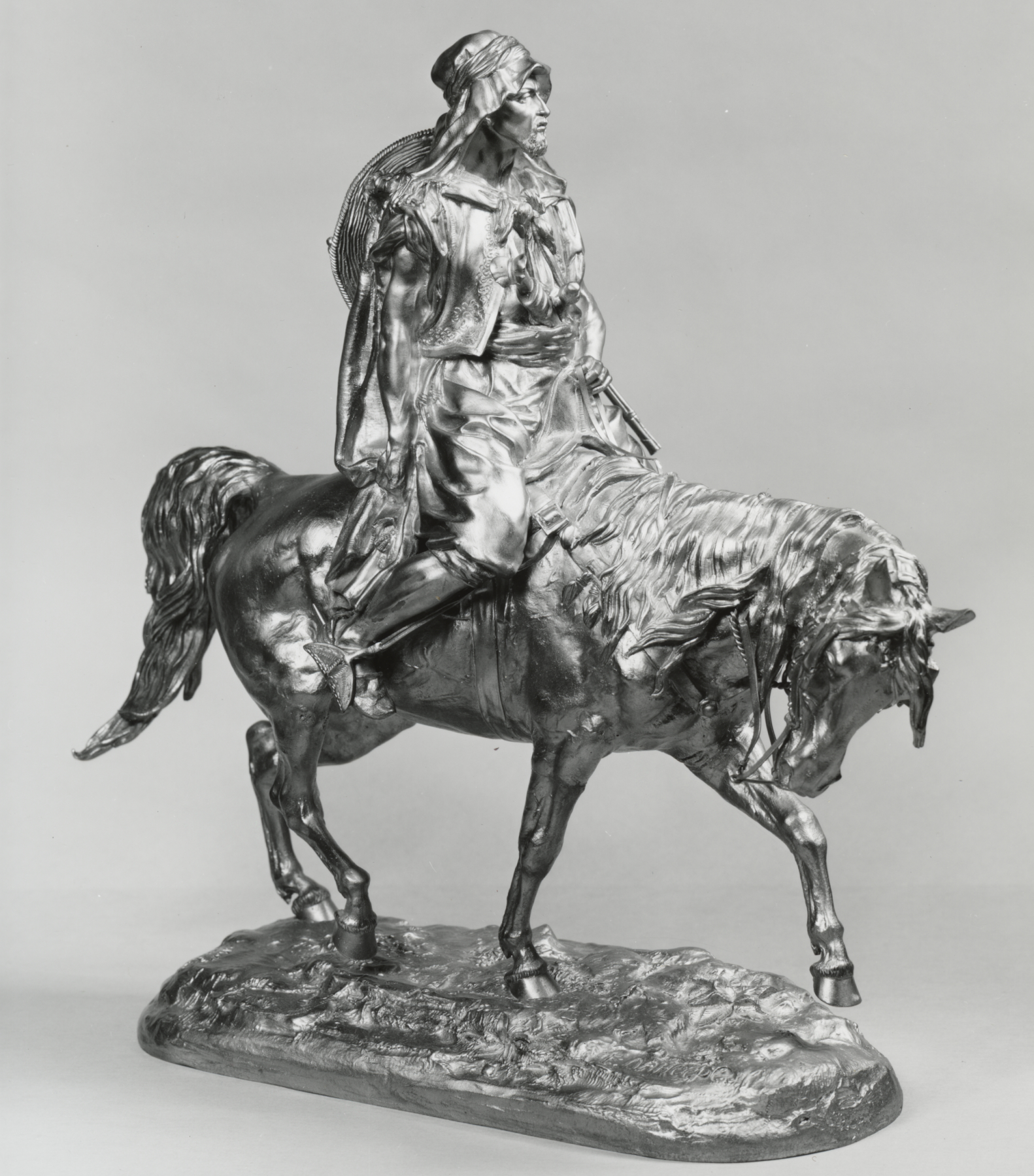
Cheikh sur son cheval.